# Clinohumite
La clinohumite est un minéral du groupe de la humite, un silicate de magnésium de formule (Mg,Fe)9(SiO4)4(F,OH)2. Il a été découvert en 1876 sous forme non gemmifère au Vésuve par Alfred Des Cloizeaux. Des dépôts exploitables ont été mis au jour en 1983 au Pamir, puis en 2000 dans le district dolgano-nénètse du Taïmyr, en Sibérie, et en 2005 dans les monts Mahenge en Tanzanie,.

## Variété
La titanclinohumite est une variété titanifère de la clinohumite, de formule :
(Mg,Fe2+,Ti)9[(F,OH,O)2|(SiO4)4]
,.